# Song-Yin-Schule
Die Song-Yin-Schule (chinesisch 宋尹学派, Pinyin Sòng-Yǐn xuépài, W.-G. Sung-Yin hsüeh-p'ai – „Schule von Song Jian und Yin Wen“) ist eine chinesische philosophische Schule aus der Zeit der Streitenden Reiche (zwischen 475 v. Chr. und 221 v. Chr.) Sie wurde nach ihren führenden Vertretern, den chinesischen Philosophen Song Jian (宋鈃) und Yin Wen (尹文,  Yǐn Wén) benannt, beides Mitglieder der Jixia-Akademie (稷下學宮,  Jìxià xuégōng) im alten Staat Qi, dem geistigen Zentrum der damaligen chinesischen Welt. Sie werden kollektiv genannt, weil sie ähnliche philosophische Ansichten vertraten, die in den Büchern der Meister Zhuangzi, Xunzi, Han Feizi und dem Hanshu (Geschichte der Früheren Han-Dynastie) berichtet werden. Im Zhuangzi (Kap. Tianxia) sind ihre Lehren näher beschrieben. Der moderne chinesische Philosoph Feng Youlan fasst sie unter sechs Punkten zusammen.
Ihre Schriften sind bereits seit langem verloren. Das heutige Buch Schriften des Meisters Yin Wen (Yin Wen zi 尹文子) wird späteren Verfassern zugeschrieben.